# Кнапи (Підкарпатське воєводство)
Кнапи (пол. Knapy) — село в Польщі, у гміні Баранув-Сандомерський Тарнобжезького повіту Підкарпатського воєводства.
Населення — 582 особи (2011).
У 1975-1998 роках село належало до Тарнобжезького воєводства.

## Демографія
Демографічна структура станом на 31 березня 2011 року:
|          | Загалом | Допрацездатний вік | Працездатний вік | Постпрацездатний вік |
| -------- | ------- | ------------------ | ---------------- | -------------------- |
| Чоловіки | 303     | 42                 | 231              | 30                   |
| Жінки    | 279     | 52                 | 167              | 60                   |
| Разом    | 582     | 94                 | 398              | 90                   |